# Gilbert Vanleenhove
Gilbert Vanleenhove (Oostende, 2 mei 1947) is een voormalig Belgisch volksvertegenwoordiger en Vlaams volksvertegenwoordiger.

## Levensloop
Als licentiaat in de Germaanse filologie aan de Katholieke Universiteit Leuven werd Vanleenhove beroepshalve leraar.
In november 1991 werd hij voor de CVP verkozen tot lid van de Kamer van volksvertegenwoordigers in het arrondissement Veurne-Diksmuide-Oostende en vervulde dit mandaat tot in 1995. In de periode januari 1992-mei 1995 had hij als gevolg van het toen bestaande dubbelmandaat ook zitting in de Vlaamse Raad. De Vlaamse Raad was vanaf 21 oktober 1980 de opvolger van de Cultuurraad voor de Nederlandse Cultuurgemeenschap, die op 7 december 1971 werd geïnstalleerd, en was de voorloper van het huidige Vlaams Parlement.  
Bij de eerste rechtstreekse verkiezingen voor het Vlaams Parlement van 21 mei 1995 werd hij verkozen in de kieskring Veurne-Diksmuide-Ieper-Oostende. Ook na de volgende Vlaamse verkiezingen van 13 juni 1999 bleef hij Vlaams volksvertegenwoordiger tot juni 2004. In diezelfde periode was hij voorzitter van de Commissie voor Onderwijs, Vorming en Wetenschapsbeleid van het Vlaams Parlement. Van 1999 tot 2004 was hij ook bureaulid van de Interparlementaire Commissie van de Nederlandse Taalunie. Sinds 2004 mag hij zich ere-Vlaams volksvertegenwoordiger noemen. Die eretitel werd hem toegekend door het Bureau (dagelijks bestuur) van het Vlaams Parlement.
Op lokaal niveau was hij lid van de gemeenteraad van Bredene van 1977 tot 2012. In de periode van 1977 tot half 1989 was hij schepen in Bredene en daarna was hij CD&V-fractieleider in de gemeenteraad.